# Microsoft Servers

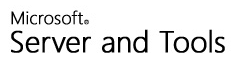
Logo of Microsoft Servers.

Microsoft Server and Tools (trước đây gọi là  Windows Server System ) là một thương hiệu bao gồm các sản phẩm máy chủ của Microsoft. Điều này bao gồm các phiên bản Windows Server của chính Microsoft Windows hệ điều hành, cũng như các sản phẩm nhắm vào thị trường kinh doanh rộng lớn hơn. Không giống như các dòng sản phẩm Microsoft Dynamics hoặc Microsoft Office, hầu hết các sản phẩm được bán dưới thương hiệu này không nhằm mục đích trở thành dịch vụ kinh doanh trực tuyến.

## Máy chủ
Dòng phần mềm và công nghệ Microsoft Servers bao gồm:

### Các hệ điều hành
Ban đầu, máy chủ Microsoft hệ điều hành là phiên bản của họ Windows NT. Bắt đầu từ năm 2003, một phân họ Windows Server đã được hình thành bao gồm các phiên bản hệ điều hành máy chủ độc lập với các phiên bản máy khách của Windows.
Hệ điều hành máy chủ của Microsoft bao gồm:
- Windows NT 3.1 Advanced Server edition
- Windows NT 3.5 Server edition
- Windows NT 3.51 Server edition
- Windows NT 4.0 (Server, Server Enterprise, and Terminal Server editions)
- Windows 2000 (Server, Advanced Server, and Datacenter Server editions)
- Windows Server 2003, including:
  - Windows Home Server
  - Windows Storage Server
  - Windows Compute Cluster Server
- Windows Server 2003 R2
- Windows Server 2008, including:
  - Windows Essential Business Server 2008
  - Windows HPC Server 2008
- Windows Server 2008 R2, including:
  - Windows Home Server 2011
- Windows Server 2012
- Windows Server 2012 R2
- Windows Server 2016
- Windows Server 2019

### Cung cấp hệ điều hành
Sau đây là các dịch vụ đặc biệt bao gồm một trong các hệ điều hành ở trên:
- Windows Server Essentials (initially Windows Small Business Server)
- Windows MultiPoint Server

### Năng suất
Một số sản phẩm có trong nhãn hiệu sản phẩm của Hệ thống Windows Server được thiết kế dành riêng cho tương tác với Microsoft Office. Chúng bao gồm: 
- BizTalk Server – Business process design and integration tools
- Commerce Server – E-Commerce portal
- Internet Information Services (IIS) – Web server, FTP server and basic email server
- Exchange Server – E-mail and collaboration server
- Forms Server – Server-based electronic forms
- Host Integration Server – Data and management connector between Windows environments and mainframe systems such as AS/400, formerly known as Microsoft SNA Server[1][2]
- Groove Server – Collaboration server; works in conjunction with Microsoft SharePoint Workspace
- PerformancePoint Server – Business performance management server
- Project Server – Project management and resource allocation services; works as the server component to Microsoft Project
  - Project Portfolio Server
- Search Server
- SharePoint Server – Produces sites intended for collaboration, file sharing, web databases, social networking and web publishing.
- Skype for Business Server – Instant messaging and presence server, integration with telephone PBX systems. Integrates with Skype for Business.
- Speech Server – Speech applications for automated telephone systems, including voice recognition
- SQL Server – Relational Database Management and business intelligence server
- Microsoft Hyper-V Server
- Virtual Server – Platform virtualization of operating systems[3]

### Bảo vệ
- Forefront – Comprehensive line of business security products
  - Threat Management Gateway – Firewall, routing, VPN and web caching server, formerly known as Microsoft ISA Server or Microsoft Proxy Server in its earlier iterations
  - Protection for Exchange Server
  - Protection for SharePoint Server
  - Exchange Online Protection
  - Unified Access Gateway
  - Identity Manager
- Identity Integration Server – Identity management product

## Trung tâm hệ thống Microsoft
Trung tâm hệ thống Microsoft, một bộ sản phẩm máy chủ, nhằm mục đích cụ thể là giúp công ty quản trị viên hệ thống quản lý mạng của Windows Server và hệ thống máy tính để bàn của khách hàng.
- System Center Advisor – Software-as-a-service offering that helps change or assess the configuration of Microsoft Servers software over the Internet
- System Center App Controller - Unified management for public and private clouds, including cloud-based virtual machines and services
- System Center Configuration Manager – Configuration management, hardware/software asset management, patch deployment tools for Windows desktops (previously Systems Management Server); includes Software Center.[5]
- System Center Data Protection Manager – Continuous data protection and data recovery
- System Center Endpoint Protection - Anti-malware and security tools for Microsoft products
- System Center Essentials – Combined features of Operations Manager and Windows Software Update Service (WSUS), aimed at small- and medium-sized businesses
- System Center Orchestrator (formerly Opalis) - An automation platform for orchestrating and integrating administrative tools to decrease the cost of datacenter operations while improving the reliability of IT processes. It enables organizations to automate best practices, such as those found in Microsoft Operations Framework (MOF) and Information Technology Infrastructure Library (ITIL). Orchestrator operates through workflow processes that coordinate System Center and other management tools to automate incident response, change and compliance, and service-lifecycle management processes.[6]
- System Center Operations Manager – Services and application monitoring
- System Center Service Manager – Ties in with SCOM, SCCM for asset tracking as well as incident, problem, change and configuration management (code name: Service Desk)
- System Center Virtual Machine Manager – Virtual-machine management and datacenter virtualization

## Sản phẩm máy chủ bị ngừng
- Services for UNIX – SFU for Windows XP Pro and Windows Server 2003 only
- Microsoft Application Center – Deployment of web applications across multiple servers. Some of its capabilities are now in System Center.
- Microsoft BackOffice Server
- Content Management Server – Web site content management and publishing. Merged into Microsoft SharePoint Server.
- Microsoft SNA Server – replaced by Microsoft Host Integration Server
- Microsoft Site Server – replaced by Microsoft Commerce Server
- Microsoft Merchant Server - replaced by Microsoft Site Server
- Microsoft Proxy Server – replaced by Microsoft Forefront Threat Management Gateway (also known as ISA Server)
- System Center Capacity Planner – Provides purchasing and best-practice capacity planning guidance

## Liên kết thêm
- Official Microsoft System Center web site
- Official System Center Technical Documentation Library
- Official Windows Small Business Server web site
- Extending the Power of Microsoft System Center to Heterogeneous Environments web site Lưu trữ ngày 9 tháng 11 năm 2007 tại Wayback Machine